# Alexander Schleicher ASK 14
Dimensions

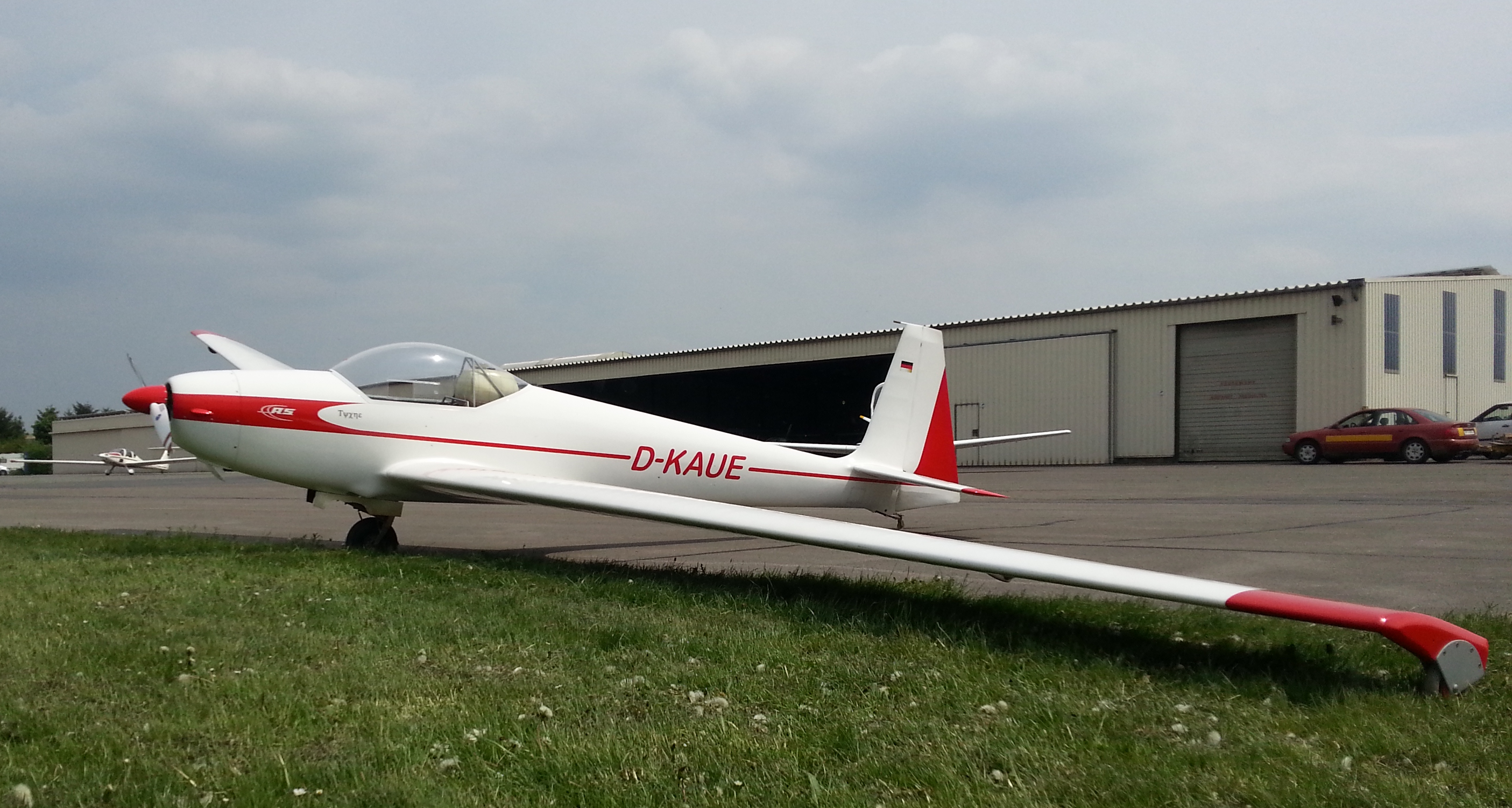
ASK 14 sur l'aérodrome de Wallduern/Allemagne

Le Schleicher ASK 14 est un planeur motorisé monoplace à aile basse ouest-allemand conçu par Rudolf Kaiser et produit par Alexander Schleicher GmbH & Co,.
L'avion est appelé Schleicher AS-K 14 ou Schleicher ASK-14, AS pour Alexander Schleicher et K pour Kaiser . La Federal Aviation Administration des États-Unis désigne l'avion sous le nom de Schleicher ASK-14, tandis que Transports Canada et l' autorité de l'aviation civile du Royaume-Uni l'appellent Schleicher ASK 14,,.

## Conception et développement
L'ASK 14 est une version motorisée à aile basse du Schleicher Ka 6E. Le moteur est un 19 kW (25 hp) Hirth F10 K19 à quatre cylindres et deux temps, fabriqué par Hirth et entraînant une hélice à mise automatique en drapeau,.
L'avion est construit en bois et toile. L'aile d'une envergure de 14,4 m  utilise un profil NACA 63-618 à l'emplanture évoluant vers un NACA 63-615 au saumon. L'aile porte des érofreins. Le train d'atterrissage monoroue est rentrant. Le poste de pilotage est recouvert d'un verrière en bulle qui offre une visibilité panoramique,.
L'ASK 14 n'a pas été certifié et les avions immatriculés aux États-Unis étaient immatriculés en catégorie Expérimental - Course/Exposition. Les ASK 14 au Canada appartiennent à la catégorie Norme RAC 507.03(5)(a) Aéronefs titulaires d'un permis de vol - Aéronefs privés avant 01/89. Ceux du Royaume-Uni possèdent un certificat de navigabilité de l'EASA,.

## Historique opérationnel
Les ASK 14 ont terminé deuxième, troisième et quatrième dans la catégorie monoplace de la première compétition internationale de planeurs motorisés tenue à Burg Feuerstein, en Allemagne de l'Ouest en 1970.
En 1971, l'ancien rédacteur en chef du magazine Soaring, Bennett Rogers établit le premier record de motoplaneur des États-Unis en ASK 14 avec un aller-retour de 330,5 km depuis Rosamond, Californie, États-Unis.
En juillet 2011, il y avait encore huit ASK 14 enregistrés auprès de la FAA aux États-Unis, deux auprès de la Civil Aviation Authority du Royaume-Uni et un enregistré auprès de Transports Canada,.